# عامر المعاطي
عمرو بدر الدين أبو المعاطي المعروف أيضًا باسم عامر المعاطي (مواليد 25 مايو 1963 في الكويت) هو كويتي كندي يُزعم أنه عضو في تنظيم القاعدة. وهو مطلوب للاستجواب من قِبل مكتب التحقيقات الفيدرالي (FBI) لالتحاقه بمدرسة طيران وتحدث عن خطف طائرة كندية لاصطدامها بمبانٍ أمريكية. وقد أُشير إليه بوصفه "أخطر إرهابي مطلوب في كندا".
كان شقيق المعاطي واحداً من عدد من الكنديين الذين تم تسليمهم بشكل غير قانوني إلى سوريا لمواجهة التعذيب في السنوات التي أعقبت هجمات الحادي عشر من سبتمبر، وذلك ظاهرياً بسبب الاهتمام بعامر، على الرغم من أن المسؤولين لم يقدموا أي سبب لاهتمامهم المفاجئ والاتهامات الموجهة إلى المعاطي.[بحاجة لمصدر أفضل]
ويبدو أن القضية المرفوعة ضد المعاطي تستند إلى وثائق موجهة إليه تم العثور عليها في مكتب يستخدمه تنظيم القاعدة، على الرغم من أن المراسل الذي عثر عليها أصر على أنه من المحتمل أن تكون الجماعة المسلحة قد سرقتها لارتكاب سرقة الهوية.[بحاجة لمصدر] ومنذ ذلك الحين، تساءل شقيقه عما إذا كانت الاعترافات الكاذبة التي أدلى بها تحت التعذيب لعبت أي دور في استمرار وصف عامر بأنه "إرهابي"، على الرغم من حقيقة أن كندا والولايات المتحدة لم تصدرا حتى مذكرة اعتقال بحقه.
احتج والد المعاطي على التشهير بولديه، مدعيًا أن وزارة الأمن الداخلي تستخدمهما لإبقاء الخوف والشكوك مرتفعة في الولايات المتحدة، وخاصة ضد العرب الكنديين. وقد أيد آراءه رجل الدين في تورنتو، علي هندي، الذي يعرف العائلة منذ سنوات، واعتبر أن إعلان مكتب التحقيقات الفيدرالي كان "مدعاة للسخرية".

## حياته المبكرة
انتقلت عائلة المعاطي إلى بيروت،[متى؟] وكان كل من عامر وشقيقه مسجلين في مدرسة كاثوليكية. هاجر عامر إلى مونتريال في عام 1981 مع والده وشقيقه، حتى وصلت والدته وشقيقته، وانتقلت العائلة إلى تورنتو، حيث التحق بالمدرسة الثانوية، قبل أن يعود إلى مونتريال للالتحاق بالجامعة.
وبحسب التحقيقات مع عبد الله خضر في باكستان، فإن المعاطي كان يعمل بائع سجاد، بعد أن رفض المجاهدون منحهُ معاشه التقاعدي بسبب إصابته في الدماغ عام 1992 في أعقاب حادث سيارة، والتي منعته من المشاركة في الرحلات الطويلة.
في عام 1996، سافر المعاطي إلى سوروبي للبحث عن شقيقه الأصغر الذي قضى أربع سنوات في القتال إلى جانب غلبدين حكمتيار ضد طالبان. تراجع الاثنان شمالًا مع قوات حكمتيار، ثم ذهب أحمد إلى طهران لزيارة والدتهما وأختهما، بينما سافر المعاطي إلى بيشاور حيث بدأ العمل في منظمة المشاريع الصحية والتعليمية الدولية غير الحكومية، التي أنشأها أحمد خضر.
في عام 1998، حصل على جواز سفر كندي أثناء إقامته في باكستان. وشهد عبد الرحمن خضر، نجل خضر، في مونتريال في صيف عام 2004 أن المعاطي أعطى جواز سفره الكندي لرجل يُعرف باسم إدريس.
تزعم عائلته أنها رأته آخر مرة في عام 1999، وأنها تلقت منه رسالة بريد إلكتروني واحدة فقط في العام التالي، تعرض صورًا للمدرسة التي كان يعمل بها لصالح مؤسسة الإغاثة الكندية.

## بعد أحداث 11 سبتمبر
كان المعطي ضمن قائمة 345 شخصًا مطلوبًا "للاستجواب" بعد أحداث الحادي عشر من سبتمبر، ويُزعم أنه شوهد وهو يغادر تورنتو في التاسع من نوفمبر عام 2001، على الرغم من أن عائلته تصر على أنها لم تره في ذلك الوقت. ويُزعم أنه سافر إلى أفغانستان للمساعدة في صد الغزو الذي قادته الولايات المتحدة.
في 17 نوفمبر 2001، كشف مراسل صحيفة نيويورك تايمز ديفيد رود عن موقع "مكتب القاعدة" المهجور في كابول من بعض الأفغان المحليين، وأفاد بأنه عثر على وثائق تخص المعاطي، بما في ذلك خطاب قبول جنسيته لعام 1996 مع عنوانه في تورنتو وبطاقة مستشفى تورنتو العام. حققت شرطة الخيالة الكندية الملكية في المكتب، مدعية أنه تم العثور عليه من قبل التحالف الشمالي، وأفادت أنها عثرت على المكتب، الذي يحتوي أيضًا على بطاقات عمل مكتوب عليها (4-U Enterprises - Amr H. Hamed) مع عنوان صندوق بريد مستأجر في متجر صغير في كولومبيا البريطانية. أفاد رود أن هوية المعاطي ربما تكون قد سُرقت من قبل عملاء القاعدة الذين كانوا يبحثون عن كندي بريء لانتحال شخصيته، لكن الشرطة الملكية الكندية أبلغت السلطات الأمريكية، التي أدرجت عامر على قائمة مكتب التحقيقات الفيدرالي للبحث عن المعلومات - الحرب على الإرهاب، "كشخص مطلوب فيما يتصل بالتهديدات الإرهابية المحتملة ضد الولايات المتحدة".
في ذلك الشهر، ألقي القبض على شقيقه الأصغر أحمد أثناء عبوره إلى الولايات المتحدة. وعلى الرغم من أنه لم توجه إليه أي تهمة بارتكاب جريمة، فقد سُجن ظلماً وتعرض للتعذيب لأكثر من عامين في سجن سوري، بموافقة ضمنية من الحكومة الكندية. وزعم المحققون السوريون أن عامر كان مسؤولاً عن تدريب شقيقه على الطيران، راغبًا في تجنيده في تنظيم القاعدة، وعندما احتج أحمد بأنه تخلى عن طموحاته المهنية في مجال سيارات الأجرة الجوية بعد اكتشافه خوفه من الطيران، ذكروا أن عامر أخبره بالاستعداد لتفجير شاحنة بدلاً من ذلك. أدلى أحمد باعتراف كاذب تحت التعذيب، قائلاً إن عامر اقترح عليه تفجير سفارة الولايات المتحدة في أوتاوا ولكنه أراد شخصيًا تفجير مبنى البرلمان. ورفض الإدلاء بأي بيان مكتوب، راغبًا في تجنب إلحاق الأذى بعائلته، لكنه تعرض للضرب وأُجبر على وضع بصمة إبهام على اعتراف صاغوه له. ثم طُلب منه العمل لدى خاطفيه، والذهاب للبحث عن عامر في أفغانستان.
في ديسمبر 2001، حضر عميلان من جهاز الاستخبارات الكندي هما أدريان وايت وروب كاسولاتو إلى منزل عائلة المعاطي في تورونتو، وطلبا من رب العائلة الكشف عن أماكن وجود أبنائه. وفي ديسمبر 2002، عرض برنامج التلفزيون الأمريكي (America's Most Wanted) فقرة عن عامر، ذكر فيها أنه طيار مدني ربما «تسلل عائدًا إلى الولايات المتحدة» للعمل مع خلايا القاعدة النائمة.
في أكتوبر، كتب مستشار مكتب التحقيقات الفيدرالي، بول إل. ويليام، كتابًا بعنوان أغبياء يوم القيامة، ادعى فيه أن عامر المعاطي، وعدنان شكري جمعة، وجابر البنا، وأبو أنس الليبي شوهدوا جميعًا في منطقة هاميلتون، أونتاريو، في العام السابق، وأن شكري جمعة شوهد في جامعة ماكماستر حيث "سارع إلى الوصول إلى المفاعل النووي وسرقة أكثر من 180 رطلاً من المواد النووية لصنع قنابل إشعاعية". رفعت الجامعة دعوى قضائية ضده لاحقًا بتهمة التشهير، لعدم وجود دليل يدعم هذه الادعاءات. اعتذر الناشر لاحقًا عن السماح لويليامز بنشر تصريحات "لا أساس لها من الصحة".
في هذا الوقت تقريبا،[متى؟] تلقى مكتب التحقيقات الفيدرالي بلاغًا يفيد بأن زوجين يشبهان المعاطي وعافية صديقي شوهدا وهما يصوران مواقع سياحية حول شلالات نياجارا.
في يناير 2004، استجوب مسؤولو أمن الدولة في الجيزة بمصر، شقيقه أحمد مجددًا، مطالبين بمعرفة مكان اختباء عامر. وفي 12 يناير 2004، عرض أمن الدولة إطلاق سراح أحمد لعائلته مقابل الكشف عن مكان عامر. احتجت والدتهم بأنها لا تعرف مكان عامر، فأُطلق سراح أحمد في اليوم التالي.
في 26 مايو 2004، أعلن المدعي العام الأمريكي جون أشكروفت ومدير مكتب التحقيقات الفيدرالي روبرت مولر أن التقارير أشارت إلى أن المعاطي كان واحدًا من سبعة أعضاء في تنظيم القاعدة كانوا يخططون لعمل إرهابي في صيف أو خريف عام 2004. وكان من بين الأسماء الأخرى المدرجة في ذلك التاريخ أحمد غيلاني، وفاضل عبد الله محمد، وعافية صديقي، وآدم يحيى غدن، وعبد الرؤوف جدي، وعدنان شكري جمعة. دفع هذا الإعلان رئيس الوزراء الكندي بول مارتن إلى الإعلان عن أن المعاطي وعبد الرؤوف جدي لم يكونا في البلاد "منذ فترة". وصف الديمقراطيون الأمريكيون التحذير بأنه "مريب" وقالوا إنه كان يهدف فقط إلى صرف الانتباه عن أرقام استطلاعات الرأي المتدهورة للرئيس بوش وإبعاد إخفاقات غزو العراق عن الصفحة الأولى. أعرب مدير جهاز الاستخبارات والأمن الكندي ريد موردن عن مخاوف مماثلة، قائلاً إن الأمر يبدو أقرب إلى سياسة "عام الانتخابات" منه إلى التهديد الحقيقي - وأشارت صحيفة نيويورك تايمز إلى أنه قبل يوم واحد من الإعلان، أبلغتهم وزارة الأمن الداخلي بعدم وجود مخاطر حالية.
في 21 أغسطس 2004، ذكرت صحيفة (The Inquirer وMirror) "مشاهدة محتملة" لعامر في مطار نانتوكيت التذكاري، وتم توزيع صورته على رجال الأمن المحليين وعمال النقل.
وفي ذلك العام، أفادت عائلته بسماع شائعات تفيد بمقتل عامر في الأشهر الأولى من حرب أفغانستان قبل ثلاث سنوات.
وفي مايو 2005، زارت أجهزة الأمن والاستخبارات الكندية عائلة المعاطي مرة أخرى، مطالبة بمعرفة مكان اختباء عامر، واقترحت على عائلته إقناعه بتسليم نفسه للسلطات الكندية بدلاً من المخاطرة بمعاملة أسوأ على أيدي خاطفيه الأفغان أو الباكستانيين أو الأميركيين، وأفادت العائلة احتجّت بأنها لم تسمع منه أي خبر منذ خمس سنوات.